# Піскожувек
Піскожувек (пол. Piskorzówek) — село в Польщі, у гміні Доманюв Олавського повіту Нижньосілезького воєводства.
Населення — 344 особи (2011).
У 1975-1998 роках село належало до Вроцлавського воєводства.

## Демографія
Демографічна структура станом на 31 березня 2011 року:
|          | Загалом | Допрацездатний вік | Працездатний вік | Постпрацездатний вік |
| -------- | ------- | ------------------ | ---------------- | -------------------- |
| Чоловіки | 180     | 38                 | 127              | 15                   |
| Жінки    | 164     | 39                 | 99               | 26                   |
| Разом    | 344     | 77                 | 226              | 41                   |